# يوري كاشيرين
يوري كاشيرين (بالروسية: Каширин, Юрий Алексеевич) مواليد 20 يناير 1959 في فورونيج أوبلاست، روسيا، هو دراج روسي سابق. سبق أن شارك في دورة الألعاب الأولمبية الصيفية وفاز بميدالية أولمبية.

## سجل النتائج

### سباقات أو مراحل فاز بها
- بطولة العالم لسباق الدراجات على الطريق

## الميداليات
| الميدالية | المسابقة                       |
| --------- | ------------------------------ |
| ذهبية     | الألعاب الأولمبية الصيفية 1980 |

## روابط خارجية
- يوري كاشيرين على موقع أرشيف الدراجات (الإنجليزية)
- يوري كاشيرين على موقع إحصائيات الدراجات الإحترافية (الإنجليزية)
- يوري كاشيرين على موقع أوليمبيديا (الإنجليزية)